# هاینکل ۷۲
هاینکل ۷۲ (به انگلیسی: Heinkel He 72) یک هواگرد ساختِ کارخانهٔ هاینکل در کشور آلمان است . نخستین استفاده‌کنندهٔ این هواگرد نیروی هوایی آلمان نازی بوده‌است. این هواگرد برای نخستین بار در ۱۹۳۳ میلادی مورد استفاده قرار گرفت.